# Ричмонд (Огайо)
Ричмонд (англ. Richmond) — селище (англ. village) в США, в окрузі Джефферсон штату Огайо. Населення — 412 особи (2020).

## Географія
Ричмонд розташований за координатами 40°25′58″ пн. ш. 80°46′19″ зх. д. / 40.43278° пн. ш. 80.77194° зх. д. (40.432851, -80.771882).  За даними Бюро перепису населення США в 2010 році селище мало площу 1,43 км², уся площа — суходіл.

## Демографія
Згідно з переписом 2010 року, у селищі мешкала 481 особа в 213 домогосподарствах у складі 136 родин. Густота населення становила 336 осіб/км².  Було 245 помешкань (171/км²).
Расовий склад населення:
| - 98,8 % — білих - 0,6 % — чорних або афроамериканців - 0,4 % — азіатів |

До двох чи більше рас належало 0,2 %. Частка іспаномовних становила 0,8 % від усіх жителів.
За віковим діапазоном населення розподілялося таким чином: 18,7 % — особи молодші 18 років, 65,3 % — особи у віці 18—64 років, 16,0 % — особи у віці 65 років та старші. Медіана віку мешканця становила 43,8 року. На 100 осіб жіночої статі у селищі припадало 87,9 чоловіків;  на 100 жінок у віці від 18 років та старших — 90,7 чоловіків також старших 18 років.
Середній дохід на одне домашнє господарство  становив 54 957 доларів США (медіана — 46 429), а середній дохід на одну сім'ю — 60 071 долар (медіана — 51 111). За межею бідності перебувало 8,8 % осіб, у тому числі 0,0 % дітей у віці до 18 років та 1,9 % осіб у віці 65 років та старших.
Цивільне працевлаштоване населення становило 170 осіб. Основні галузі зайнятості: виробництво — 35,9 %, освіта, охорона здоров'я та соціальна допомога — 35,9 %, роздрібна торгівля — 6,5 %, транспорт — 4,7 %.